# Кортрейк
Кортрейк (на нидерландски: Kortrijk; на френски: Courtrai, Куртре) е град в Западна Белгия, провинция Западна Фландрия. Разположен е на река Лейе, на 42 km югозападно от Гент. Населението му е около 75 000 души (2005).

## История
Кортрейк е основан от римляните под името Cortoriacum. През Средновековието се превръща във важен център на текстилното производство. Близо до града на 11 юли 1302 се провежда Битката на златните шпори, в която фламандците побеждават французите.

## Спорт
Представителният футболен отбор на града се казва КВ Кортрейк.

## Известни личности
Родени в Кортрейк
- Ксавие Малис (р. 1980), тенисист
- Мо Манони (1923 – 1998), психоаналитичка
- Морис (1923 – 2001), автор на комикси

Починали в Кортрейк
- Брийк Схоте (1919 – 2004), колоездач